# Eleições estaduais no Acre em 2002
As eleições estaduais no Acre em 2002 ocorreram em 6 de outubro como parte das eleições gerais no Distrito Federal e em 26 estados. Foram eleitos o governador Jorge Viana, o vice-governador Binho Marques e os senadores Marina Silva e Geraldo Mesquita Júnior, além de oito deputados federais e vinte e quatro deputados estaduais.
Graças ao percentual superior à metade mais um dos votos válidos a eleição foi decidida em primeiro turno com a reeleição do governador Jorge Viana, engenheiro florestal  formado em 1985 pela Universidade de Brasília. Nascido em Rio Branco o governador do Acre é filho de Wildy Viana e sobrinho de Joaquim Macedo, ambos com passagens pela ARENA onde o primeiro foi eleito deputado federal e o segundo chegou ao Palácio Rio Branco após indicação do presidente Ernesto Geisel em 1978. Sempre filiado ao PT o governador Jorge Viana foi vencido em segundo turno por Edmundo Pinto perdeu o Palácio Rio Branco em 1990, elegeu-se prefeito de Rio Branco em 1992 e governador em 1998, reelegendo-se com percentual recorde quatro anos depois.
Além de se manter no poder o governador Jorge Viana elegeu os senadores Marina Silva e Geraldo Mesquita Júnior. Ela nasceu em Rio Branco, é formada em História pela Universidade Federal do Acre e foi coordenadora da Central Única dos Trabalhadores no Acre antes de ingressar no PT e eleger-se vereadora em Rio Branco em 1988, deputada estadual em 1990 e senadora em 1994. Sobre Geraldo Mesquita Júnior ele nasceu em Fortaleza e é filho de Geraldo Mesquita, político que teve passagem pela ARENA e renunciou ao mandato de senador para o qual fora eleito em 1970 após ser indicado governador pelo presidente Ernesto Geisel em 1974 e durante seu governo o filho foi seu secretário particular e veio a ocupar cargos na gestão Edison Cadaxo e no primeiro governo Jorge Viana. O outro senador do estado era Tião Viana, irmão do governador.
O antagonista do PT na eleição estadual foi Flaviano Melo. Formado em Engenharia Civil em 1974 no Centro Universitário Geraldo Di Biase com especialização na Universidade Federal do Rio de Janeiro, ele nasceu em Rio Branco e trabalhou nas obras da Ponte Rio-Niterói e do Metrô do Rio de Janeiro antes de ir para Recife e Salvador como funcionário da Mendes Júnior. De volta ao Acre filiou-se ao PMDB e foi nomeado prefeito de Rio Branco (1983-1986) no governo Nabor Júnior elegendo-se governador em 1986 e senador em 1990. Vencido por Orleir Cameli ao disputar o governo em 1994 e por Tião Viana ao tentar se reeleger senador em 1998, foi eleito prefeito de Rio Branco em 2000 e renunciou para disputar o governo estadual, atitude que abriu caminho para que o PT conquistasse a prefeitura de Rio Branco com Raimundo Angelim (2004, 2008) e Marcus Alexandre (2012).

## Resultado da eleição para governador
| Candidatos a governador do estado | Candidatos a vice-governador  | Número | Coligação                                                      | Votação | Percentual |
| --------------------------------- | ----------------------------- | ------ | -------------------------------------------------------------- | ------- | ---------- |
| Jorge Viana PT                    | Binho Marques PT              | 13     | Frente Popular do Acre (PT, PL, PCdoB, PV, PMN, PSDC)          | 165.574 | 63,58%     |
| Flaviano Melo PMDB                | Wagner Sales PMDB             | 15     | Movimento Democrático Acriano (PMDB, PSDB, PFL, PPB, PST, PSD) | 87.602  | 33,64%     |
| José Mastrângelo PPS              | Albélia Bezerra da Cunha PTB  | 23     | Frente Trabalhista (PPS, PTB, PDT)                             | 6.078   | 2,33%      |
| Antônio Edson Alves da Silva PSL  | Albertina Pereira Hassem PSL  | 17     | PSL (sem coligação)                                            | 597     | 0,23%      |
| Antônio Neres Gouveia PRTB        | Vicente Machado da Rocha PRTB | 28     | PRTB (sem coligação)                                           | 568     | 0,22%      |

## Resultado da eleição para senador
| Candidatos a senador da República | Primeiro suplente de senador | Número | Coligação                                                                              | Votação | Percentual |
| --------------------------------- | ---------------------------- | ------ | -------------------------------------------------------------------------------------- | ------- | ---------- |
| Marina Silva PT                   | Sibá Machado PT              | 131    | Frente Popular do Acre (PT, PL, PCdoB, PV, PMN, PSDC)                                  | 157.588 | 32,29%     |
| Geraldo Mesquita Júnior PSB       | Natal Chaves PSC             | 400    | Fé e unidade socialista acriana (PSB, PHS, PSC, PTC, PRP, PGT, PAN, PTN, PRONA, PTdoB) | 104.993 | 21,52%     |
| Márcio Bittar PPS                 | Aluizio Bezerra PTB          | 234    | Frente Trabalhista (PPS, PTB, PDT)                                                     | 82.443  | 16,90%     |
| Sérgio Barros PSDB                | Osmir Lima PFL               | 456    | Movimento Democrático Acriano (PMDB, PSDB, PFL, PPB, PST, PSD)                         | 66.192  | 13,56%     |
| Nabor Júnior PMDB                 | Célia Mendes PPB             | 152    | Movimento Democrático Acriano (PMDB, PSDB, PFL, PPB, PST, PSD)                         | 61.849  | 12,67%     |
| José Aleksandro PSL               | Kelly Silva PSL              | 170    | PSL (sem coligação)                                                                    | 14.920  | 3,06%      |

## Deputados federais eleitos
São relacionados os candidatos eleitos com informações complementares da Câmara dos Deputados.

Representação eleita
  PT: 3
  PPB: 2
  PCdoB: 1
  PPS: 1
  PMDB: 1

| Número | Deputados federais eleitos | Partido | Votação | Percentual | Cidade onde nasceu | Unidade federativa  |
| 6513   | Perpétua Almeida           | PCdoB   | 21.930  | 8,42%      | Porto Walter       | Acre                |
| 1313   | Nilson Mourão              | PT      | 17.720  | 6,80%      | Tarauacá           | Acre                |
| 1111   | Ronivon Santiago           | PPB     | 15.637  | 6,00%      | Cruzeiro do Sul    | Acre                |
| 2323   | Júnior Betão               | PPS     | 11.933  | 4,58%      | Rio Branco         | Acre                |
| 1188   | Narciso Mendes             | PPB     | 11.897  | 4,56%      | Patu               | Rio Grande do Norte |
| 1345   | Henrique Afonso            | PT      | 10.290  | 3,95%      | Cruzeiro do Sul    | Acre                |
| 1300   | Zico Bronzeado             | PT      | 10.211  | 3,92%      | Brasileia          | Acre                |
| 1515   | João Correia               | PMDB    | 9.399   | 3,60%      | Cruzeiro do Sul    | Acre                |

## Deputados estaduais eleitos
Estavam em jogo 24 cadeiras na Assembleia Legislativa do Acre.

Representação eleita
  PT: 5
  PPB: 2
  PCdoB: 2
  PMN: 2
  PMDB: 2
  PSDB: 2
  PL: 2
  PSDC: 2
  PDT: 1
  PFL: 1
  PSC: 1
  PPS: 1
  PSB: 1

| Número | Deputados estaduais eleitos      | Partido | Votação | Percentual | Cidade onde nasceu   | Unidade federativa |
| 13131  | Raimundo Angelim                 | PT      | 6.266   | 2,25%      | Tarauacá             | Acre               |
| 13121  | Ronald Polanco Ribeiro           | PT      | 4.958   | 1,78%      | Brasiléia            | Acre               |
| 13630  | Naluh Maria Lima Gouvêia         | PT      | 4.865   | 1,74%      | Feijó                | Acre               |
| 11106  | José Bestene                     | PPB     | 4.545   | 1,63%      | Brasiléia            | Acre               |
| 65123  | Edvaldo Magalhães                | PCdoB   | 4.479   | 1,61%      | Cruzeiro do Sul      | Acre               |
| 11115  | José Elson Santiago de Melo      | PPB     | 4.024   | 1,44%      | Cruzeiro do Sul      | Acre               |
| 13999  | Fernando Melo da Costa           | PT      | 3.829   | 1,37%      | Cruzeiro do Sul      | Acre               |
| 33123  | Sérgio Petecão                   | PMN     | 3.586   | 1,28%      | Rio Branco           | Acre               |
| 15122  | Antônia Sales                    | PMDB    | 3.516   | 1,26%      | Rio Branco           | Acre               |
| 12345  | Roberto Barros Filho             | PDT     | 3.304   | 1,18%      | Rio Branco           | Acre               |
| 45678  | Helder Cotta Paiva               | PSDB    | 3.250   | 1,16%      | Tarauacá             | Acre               |
| 65789  | Moisés Diniz Lima                | PCdoB   | 3.072   | 1,10%      | Cruzeiro do Sul      | Acre               |
| 45121  | Luiz Gonzaga Alves               | PSDB    | 3.051   | 1,09%      | Cruzeiro do Sul      | Acre               |
| 25555  | José Vieira de Farias            | PFL     | 2.935   | 1,05%      | Sena Madureira       | Acre               |
| 13222  | Valmir Gomes Figueredo           | PT      | 2.909   | 1,04%      | Marechal Thaumaturgo | Acre               |
| 22222  | Nilson Roberto Areal de Almeida  | PL      | 2.739   | 0,98%      | Sena Madureira       | Acre               |
| 33144  | Luiz Gonzaga Calixto Neto        | PMN     | 2.718   | 0,97%      | Tarauacá             | Acre               |
| 27777  | José Luís Schafer                | PSDC    | 2.684   | 0,96%      | Humaitá              | Rio Grande do Sul  |
| 20555  | Manoel José Nogueira Lima        | PSC     | 2.625   | 0,94%      | Rio Branco           | Acre               |
| 15120  | Francisco das Chagas Romão       | PMDB    | 2.587   | 0,93%      | Xapuri               | Acre               |
| 23777  | José Tarcísio Medeiros de Moraes | PPS     | 2.168   | 0,77%      | Porto Acre           | Acre               |
| 22555  | Hélio Lopes da Silva             | PL      | 2.156   | 0,77%      | Senador Guiomard     | Acre               |
| 27444  | Francisco de Oliveira Viga       | PSDC    | 2.100   | 0,75%      | Cruzeiro do Sul      | Acre               |
| 40500  | Antônio Delorgem Neris Campos    | PSB     | 1.642   | 0,59%      | Brasiléia            | Acre               |